# هاري سيلفستر
هاري سيلفستر (بالإنجليزية: Harry Sylvester)‏ (19 يناير 1908 - 26 سبتمبر 1993)؛ روائي أمريكي.